# Каніжа (община)

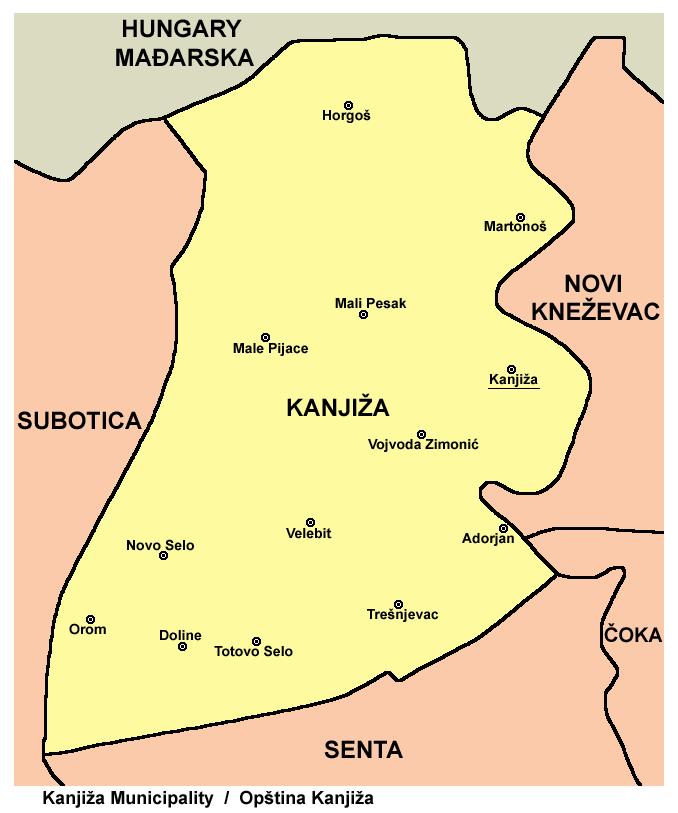

Общи́на Ка́ніжа (серб. Општина Кањижа) — община в Сербії, в складі Північно-Банатського округу автономного краю Воєводина. Адміністративний центр — містечко Каніжа.

## Населення
Згідно з даними перепису 2002 року в общині проживало 67 002 особи, з них:
- угорці — 86,5%
- серби — 7,4%
- цигани — 1,9%

## Населені пункти
Община утворена з 13 населених пунктів (1 містечка та 12 сіл):
| №  | Населений пункт | Площа, км² | Населення, осіб (2002, перепис) |
| -- | --------------- | ---------- | ------------------------------- |
| 1  | Адорян          | 19,7       | 1 128                           |
| 2  | Велебит         | 14,1       | 366                             |
| 3  | Долине          | 65,31      | 516                             |
| 4  | Зимоніч         | 76,12      | 340                             |
| 5  | Каніжа3         | 76,12      | 10 200                          |
| 6  | Мале Пияце      | 57,8       | 1 988                           |
| 7  | Малий Песак     | 52,24      | 115                             |
| 8  | Мартонош        | 52,24      | 2 183                           |
| 9  | Нове Село       | 65,31      | 211                             |
| 10 | Ором            | 65,31      | 1 561                           |
| 11 | Тотове Село     | 42,15      | 709                             |
| 12 | Трешнєваць      | 42,15      | 1 868                           |
| 13 | Хоргош          | 74,8       | 6 325                           |

1 — подано разом;
2 — подано разом;
3 — містечко;
4 — подано разом;
5 — подано разом